# كروم ستويانوف
كروم ستويانوف (بالبلغارية: Крум Стоянов)‏ هو لاعب كرة قدم بلغاري في مركز نصف الجناح، ولد في 1 أغسطس 1991 في سليفن في بلغاريا. لعب مع دينامو مينسك وسلافيا صوفيا ونادي بوتيف بلوفديف ونادي لوكوموتيف بلوفديف.

## وصلات خارجية
- كروم ستويانوف على موقع الاتحاد الأوربي (الإنجليزية)
- كروم ستويانوف على موقع قاعدة بيانات كرة القدم.إي يو (الإنجليزية)
- كروم ستويانوف على موقع Soccerway.com (الإنجليزية)
- كروم ستويانوف على موقع عالم كرة القدم.نت (الإنجليزية)